# Ernesto Paraqueima
Ernesto José Paraqueima Luiggi (El Tigre, estado Anzoátegui, Venezuela; 3 de febrero de 1973) es un político, sociólogo y profesor venezolano, quien fue alcalde del municipio Simón Rodríguez, en el estado Anzoátegui, en dos periodos distintos. En sus inicios apoyó al entonces presidente Hugo Chávez, pero ahora es independiente, y fue electo alcalde con el apoyo de la Alianza Democrática. Fue dirigente del Movimiento al Socialismo y de Podemos. Fundó el Movimiento Político "MI CIUDAD" en el año 2022. 
Actualmente se encuentra privado de libertad, tras una orden de aprehensión solicitada por el Ministerio Público de Venezuela por la presunta comisión del delito de «promoción o incitación al odio», emitida el 4 de mayo de 2023, debido a comentarios sobre un muro pintado por niñas y niños con síndrome de asperger.

## Biografía
Es hijo de Jesús Paraqueima, exdiputado del Partido Socialista Unido de Venezuela. Es sociólogo egresado de la Universidad de Oriente, donde fue dirigente estudiantil y miembro de la Federación de Centros de Estudiantes.

## Carrera política
Fue dirigente del Movimiento al Socialismo (MAS), llegando a ser secretario juvenil nacional del partido. En 2002, participó en la fundación de Podemos, liderado por Ismael García, de tendencia chavista para el momento.

### 1.erPeriodo: Alcalde del Municipio Simón Rodríguez (2004 - 2008)
En las elecciones del 31 de octubre de 2004, es electo alcalde del Municipio Simón Rodríguez con el apoyo del Movimiento Quinta República y demás partidos adeptos al presidente Hugo Chávez, con el 46 % de los votos, derrotando a los opositores José Hernández (partido Paraulata) y José Brito (Proyecto Venezuela). A mitad de su mandato, Paraqueima se distanció del oficialismo y pasó a la oposición, al igual que su partido Podemos.
En su campaña de reelección, en los comicios del 23 de noviembre de 2008, Paraqueima fue apoyado por los principales partidos opositores como: Primero Justicia, Acción Democrática, Un Nuevo Tiempo, COPEI, entre otros. Paraqueima perdió las elecciones ante el concejal del PSUV, Carlos Hernández, por una estrecha diferencia de 1,5 %.

### Actividad posterior
En las elecciones parlamentarias de 2010, Paraqueima aspiró a la candidatura de diputado por el circuito 1.º del estado Anzoátegui, por la Mesa de la Unidad Democrática, pero fue inhabilitado por la Contraloría General de la República por no entregar las declaraciones juradas de patrimonio durante su gestión como alcalde. Fue sustituido como candidato por su padre, Jesús Paraqueima, quien conseguiría el escaño.
En noviembre de 2011, inscribió su candidatura a gobernador de Anzoátegui en las primarias de la Mesa de la Unidad Democrática de febrero de 2012, con el apoyo del Bloque Democrático, del candidato presidencial Henrique Capriles. En las primarias, Paraqueima fue derrotado por el candidato de Acción Democrática, Antonio Barreto Sira, al obtener el 38 %, frente al 61 % de Barreto.
Tras su derrota en las primarias opositoras, Paraqueima anunció su apoyo al candidato del PSUV, Aristóbulo Istúriz, declarando:

(Aristóbulo) Istúriz no es un candidato turista, él representa un proyecto nacional y así lo hemos entendido [...]. Tuvimos que entender que (Hugo) Chávez es el jefe [...]. Por eso volvimos a la revolución.

En 2013, se retiró de nuevo del chavismo y se declaró como independiente. Buscó nuevamente la alcaldía en las elecciones de 2013, por el Movimiento al Socialismo, quedando en el tercer lugar.

### 2.º Periodo: Alcalde del Municipio Simón Rodríguez (2021 - 2023)
Fue electo como alcalde del municipio Simón Rodríguez, en las elecciones del 21 de noviembre de 2021, con el 41 %, derrotando al candidato oficialista Jesús Figuera quien obtuvo el 34 %, y al alcalde saliente Ernesto Raydán, de la Mesa de Unidad Democrática, quien alcanzó el 21 %.
Durante su gestión, se caracterizó por recuperar espacios públicos de la ciudad de El Tigre, entre ellos: La feria del sabor, La plaza Revenga, El paseo de la Virgen, La Plaza Españay El parque Francisco de Miranda "La Bandera". Al igual que la implementación del sistema de servicio de aseo urbano Fospuca en la ciudad, que no estuvo exento de polémicas, pues ha recibido críticas por parte de cierto sector comercial de la ciudad, a lo que él ha salido a declarar que renunciaría si hubiese un servicio más barato. Durante su gestión, se ha caracterizado por buscar socios diplomáticos y comerciales para la ciudad buscando reuniones con embajadores y empresarios. También aprobó una especie de matrimonio igualitario primitivo, pues se vende como tal, pero realmente es un contrato privado celebrado por dos partes que sirven como base para una unión matrimonial.
El comediante venezolano George Harris, hizo mención al alcalde del municipio Simón Rodríguez en un monólogo stand up, en donde proyectó un video de Paraqueima durante su trabajo como periodista en el Mundo Oriental, en el cual promovía un combo de cuidado y salud sexual.En el monólogo, George declara con actitud de decepción: 

Pana eres alcalde brother, qué pasa, O sea yo entiendo que la política en nuestro país está como está, pero coño mantén una mínima, no sé.

## Carrera en medios de comunicación

### Radio
Paraqueima ha sido locutor de radio y ha trabajado en el mundo del periodismo, por medio de su programa Paraqueima en la radio, en donde ha tenido como invitados a personalidades como Diosa Canales y otros.

### Pódcast
También maneja un pódcast llamado Paraqueima de Noche, en el que ha hablado sobre temas diversos, con invitados que ofrecen tópicos que van desde la legalización de la marihuana,religiones,la prostitucióny otros.

## Denuncia de corrupción
El 24 de mayo de 2010, la Contraloría General de la República inhabilitaría a Ernesto Paraqueima para el ejercicio de cualquier cargo público, por un periodo de ocho meses, debido a que incumplió con la obligación establecida en el artículo 23 de la Ley Contra la Corrupción, toda vez que no presentó en las oportunidades previstas las declaraciones juradas de patrimonio, correspondientes a su ingreso y cese de sus funciones como alcalde del municipio Simón Rodríguez del Estado Anzoátegui, durante el período 2004-2008.

## Denuncias de incitación al odio

### Comerciantes
El 31 de octubre de 2022, tras una denuncia realizada por una comerciante de nombre Antonieta Betancourt Chacín en contra de Ernesto Paraqueima, quien le solicitó que disolviera el contrato con una empresa que operaba en El Tigre, esto según denuncias realizadas previamente por los vecinos del sector; el alcalde habría accionado en su contra acosando a los familiares de la víctima, enviándole mensajes obscenos y denigratorios a la mujer, y ordenando que cerraran sus locales, negando la posibilidad de que continuaran con sus labores.
Por este hecho, la Fiscalía N°64 Nacional, adscrita a la Dirección General para la Protección de la Familia y la Mujer, inició una investigación por los delitos de violencia psicológica, acoso u hostigamiento; ordenándose las diligencias urgentes y necesarias para el esclarecimiento de estos acontecimientos.
Por otra parte, el 20 de marzo de 2023, se dio inicio a otra investigación tras la difusión de un audio a través de Twitter, donde el funcionario amenazaba a comerciantes de la localidad de El Tigre de manera agresiva:

Vamos a meter un aplastamiento social [...]. No se metan conmigo, acuérdense que se están metiendo con un sujeto que no le importa la vida.

En función de ello, la Fiscalía N°61 Nacional, adscrita a la Dirección General Contra Delitos Comunes, iniciaría investigación por el delito de promoción o incitación al odio, previsto y sancionado en el artículo 20 de la Ley Constitucional Contra el Odio, por la Convivencia Pacífica y la Tolerancia.

### Niños con trastorno del espectro autista

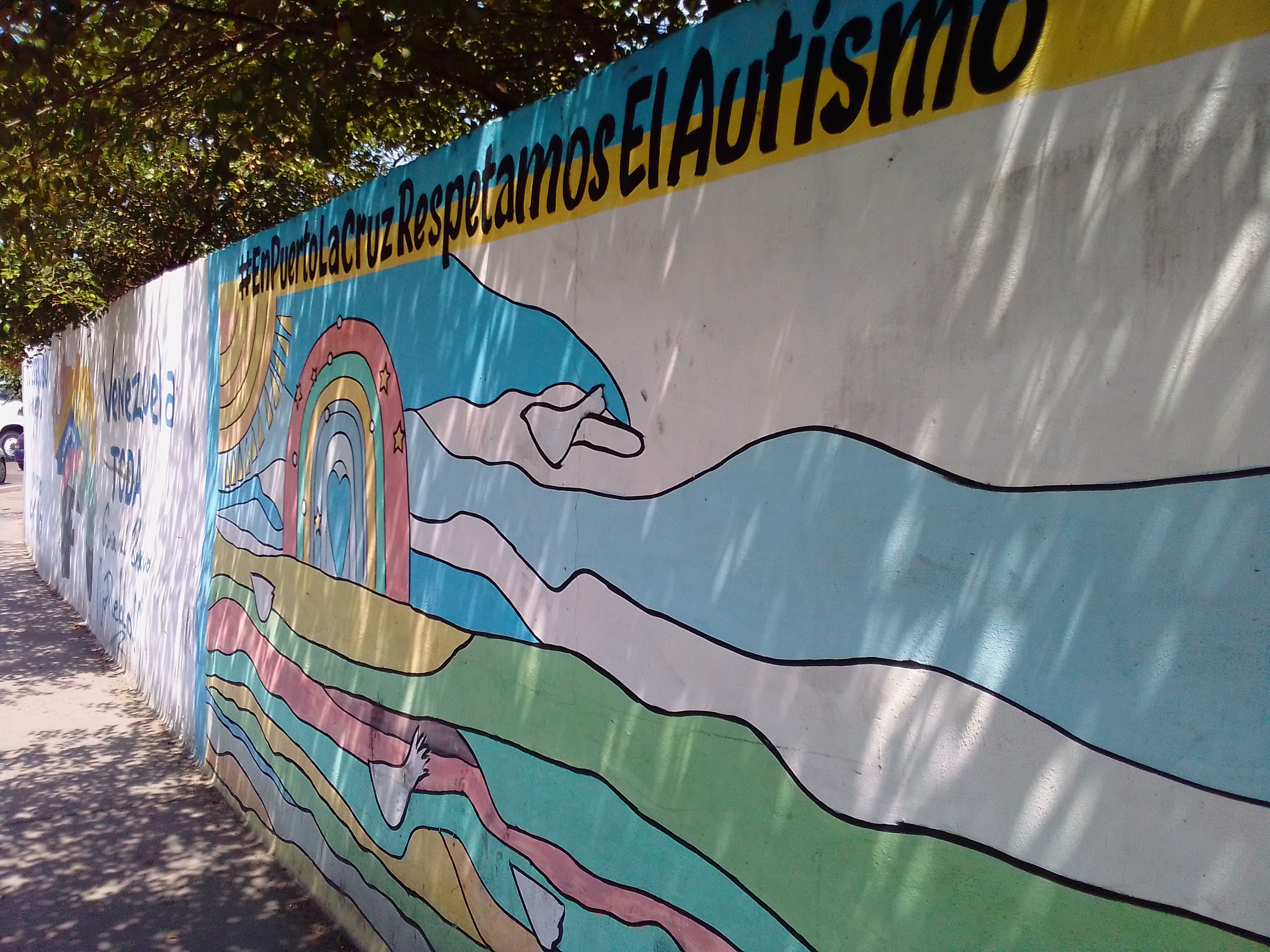
Réplica del mural criticado por Paraqueima

El 3 de mayo de 2023, se viralizó en redes sociales y medios de comunicación un audio en el que Ernesto Paraqueima criticaba un mural pintado en la avenida Francisco de Miranda de la ciudad de El Tigre, donde el alcalde calificó de “horrorosa” la obra y, posteriormente, menciona que la pintaron niños con síndrome de Asperger, un trastorno del neurodesarrollo dentro del espectro autista. El funcionario continuó haciendo comentarios ofensivos sugiriendo que hicieron la pintura “con las patas” e insistiendo que no le gustó el resultado de la misma.
Las declaraciones del alcalde generaron controversia y críticas, por parte de varios sectores políticos, y de organizaciones no gubernamentales (ONG) que trabajan en áreas como la infancia, el autismo o las discapacidades. Entre ellas, la Fundación Asperger de Venezuela y la Organización Venezolana de Autismo se pronunciarían respecto a los comentarios emitidos por Ernesto Paraqueima, donde a través de comunicados difundidos en las redes sociales, ambas asociaciones calificaron como “ofensivo y discriminatorio” el audio del alcalde. Además, señalaron que sus acciones violan el artículo 2 de la Ley de Atención Integral para las Personas con Trastorno del Espectro Autista.

## Privación de libertad
El 4 de mayo de 2023, fue detenido por el SEBIN, por los comentarios en contra de las niñas y los niños con síndrome de asperger, orden interpuesta por el Ministerio Público de Venezuela y destituido del mismo, en su lugar asumió la alcaldía Lilys Osuna, presidenta del consejo municipal. El 7 de mayo de ese mismo año, la Fiscalía lo coloca bajo arresto domiciliario debido a una condición de «trastorno depresivo».